# Lothlórien
Nas obras fictícias de J. R. R. Tolkien, Lothlórien é um reino e floresta dos elfos restantes na Terra Média durante a Terceira Era. O reino tem um papel importante em O Senhor dos Anéis como o centro élfico de resistência contra Sauron e é um símbolo à estética élfica de preservação florestal que fornece um espaço 'fora do tempo' para os personagens que ambos vivem e visitam lá. Com Lothlórien, Tolkien de outra forma reconcilia ideias conflitantes sobre o tempo distorcido dos Contos de Fadas de várias fontes tradicionais, como Tomás, o Rimador (séculos XIII e XIV) e o conto folclórico dinamarquês Elverhøj (1828).
O nome Lothlórien é uma abreviação do nome Laurelindórenan. Além de Lothlórien, no entanto, o reino pode ainda ser chamado apenas de Lórien, já que Lothlórien significa Lórien da Flor. No entanto, Lórien era na verdade o reino do vala Irmo, que mora em Aman, as Terras Imortais. Lá seus jardins, chamados de Jardins de Lórien são considerados os mais belos locais do mundo, e Galadriel inspirou-se nesses jardins para criar seu próprio reino.

## Nomes
Tolkien deu a mesma floresta muitos nomes diferentes:
| Nome            | Significado                | Origem                                                                             |
| --------------- | -------------------------- | ---------------------------------------------------------------------------------- |
| Lindórinand     | Vale da Terra dos Cantores | Nome Nandorin mais antigo da área                                                  |
| Lórinand        | Vale do Ouro               | Nome Nandorin após a introdução das árvores mellyrn                                |
| Laurelindórenan | Vale do Canto de Ouro      | Nome Sindarin após a introdução das árvores mellyrn                                |
| Lothlórien      | A Flor do Sonho            | O nome Sindarin na Terceira Era                                                    |
| Lórien          | A Terra dos Sonhos         | Forma abreviada de Lothlórien correspondente ao nome dos Jardins de Lórien em Aman |

A forma Lórinand também foi proferida no Quenya como Laurenandë e em Sindarin como Glornan ou Nan Laur, todas com o mesmo significado. Outros nomes, dados mais tarde a terra incluem o póstumo rohirrim Dwimordene (de dwimor "fantasma", uma alusão à magia percebida dos Elfos), e o nome Westron Madeira de Ouro.

## História
No início da Primeira Era alguns dos Eldar deixaram a Grande Marcha e se estabeleceram nas terras a leste das Montanhas Sombrias. Estes elfos ficaram conhecidos como os Nandor e mais tarde os Elfos Silvan. Em 1.200 da Segunda Era, Galadriel tinha feito contato com um reino Nandorin existente, Lindórinand, na área que mais tarde seria conhecida como Lothlórien, e ali plantou as árvores douradas mallorn que Gil-galad tinha recebido como um presente de Tar-Aldarion.
A cultura e os conhecimentos dos Elfos Silvan foi enriquecida consideravelmente com a chegada de Elfos Sindarin do oeste das montanhas e até mesmo a linguagem Sindarin foi gradualmente substituída pelo Sindarin. Entre estes que chegaram estava Amdír, que se tornou seu primeiro senhor, assim como Galadriel e Celeborn, que também cruzaram as montanhas e o Anduin para se juntar aos Nandor do sul após a destruição de Eregion durante a Guerra dos Elfos e Sauron. Em última análise, Amdír liderou um exército para fora da floresta como parte da Última Aliança Entre Elfos e Homens, assim como Oropher, outro senhor Sindarin, levou os Elfos Silvan do norte à mesma vitória sobre Sauron, por isso pode-se supor que tanto reinos da floresta do norte e do sul tinham sido fundadas até então.
Com o retorno gradual da influência maligna de Sauron, a leste da floresta e do Anduin, os Elfos Silvan do norte liderados por Thranduil, filho de Oropher (e pai de Legolas), mudaram-se ainda mais ao norte para escapar dele, e os do sul voltaram ao oeste através do Anduin, embora sem o seu último senhor sindarin Amroth, filho de Amdír, que partiu para Edhellond após sua amante Nimrodel fugir para lá.
Após a saída de Galadriel para Valinor no início da Quarta Era, os elfos de Lothlórien passaram a ser governados unicamente por Celeborn, que levou os elfos para além do Anduin para fundar um reino novo e maior, Lórien do Leste, centrado em Amon Lanc. Até o momento da morte da Rainha Arwen, neta de Celeborn e Galadriel, a própria Lothlórien estava deserta.

## Geografia
Lothlórien esta localizada a leste de Moria entre as Montanhas Sombrias e do rio Anduin. À exceção de uma pequena faixa de terra florestada ao sul, o reino fica entre os rios Anduin e Silverlode, uma região chamada de Naith (s. ponta de lança) pelos elfos ou Gore em língua Westron. A cidade de Caras Galadhon estava na parte mais estreita de Naith, onde os dois rios se reuniram, chamada de Egladil (possivelmente (s. 'egol'=elfo, 'till'=ponto)) ou Ângulo. Caras Galadhon, chamada de Cidade das Árvores, é a capital do reino élfico de Lothlórien. Foi construída dentro da floresta densa do reino, perto do ponto onde os rios Celebrant e Anduin se cruzam. Em suas árvores ficavam diversas chamas usadas como luzes que iluminavam a escadaria, devida a isto também era conhecida como "Cidade da Luz e Som".

## Legado

### Influência
Muitas pessoas têm chamado a sua propriedade ou comunidade "Lothlórien"; Exemplos notáveis incluem:
- A comunidade cristã de base familiar no sul da Escócia, fundada por Rosemary Haughton;[12][13]
- Um retiro neopagão em Indiana;[14]
- Uma casa de estudantes vegetarianos e cooperativa filiada à Berkeley Student Cooperative localizada em Berkeley, Califórnia;
- Australian School for Rudolf Steiner Education, Lorien Novalis, em homenagem ao poeta Novalis, e a floresta de Lórien.
- Uma escola alternativa em Palo Alto, Califórnia em 1970, alojada na Igreja Unitária Universalista de Palo Alto. Embora a escola não exista mais, seus graduados mantem uma página no Facebook.

Canções sobre o lugar criado por Tolkien incluem a música "Lothlórien" da cantora irlandesa Enya, de seu álbum Shepherd Moons (Enya também interpretou duas canções da trilha sonora da trilogia de filmes O Senhor dos Anéis de Peter Jackson). Também é o título de uma canção da versão musical "West End" de O Senhor dos Anéis. E a banda de stoner metal Orange Goblin tem uma música em homenagem ao reino em seu álbum de estreia Frequencies from Planet Ten, ainda que tenha uma ortografia diferente.
A cantora e compositora Tori Amos chamou sua filha Natashya Lórien Hawley, em homenagem a Lothlórien. Bandas musicais nomeadas Lothlórien, incluem o grupo de Indie rock de Nashville Lórien, o grupo de Celtic-Folk neozelandês Lothlórien, e a banda brasileira de folk metal Lothlöryen.

### Adaptações

Representação de Lothlórien na série de filmes O Senhor dos Anéis.

Assim como inspirou lugares do mundo real, Lothlórien foi retratada em outros meios de comunicação.
Aparece na adaptação cinematográfica O Senhor dos Anéis de Peter Jackson, especialmente em The Fellowship of the Ring (2001). No apêndice Lórien and the Halls of the Elven Smiths do jogo Middle-Earth Role Playing (Iron Crown Enterprises, 1986), a sociedade Lórien é dividida em várias alianças, ou "Glades", com cada uma tendo um ofício específico (como cozimento, tecelagem ou caça). A natureza oculta do lugar é concedida aos efeitos do anel Nenya, e Elessar, a pedra álfica — na qual foi dito que ambas retardam os efeitos do tempo. Sua posição geográfica particular, sendo protegida pelas Montanhas Sombrias de tempestades, e o efeito ambiental das árvores mallorn (que não perdem as folhas e por isso oferecem abrigo constante aos habitantes durante todo o ano) também são reivindicados a causar uma redução do efeito das estações de passagem.
Em The Lord of the Rings Online: Mines of Moria, Lorien foi uma região introduzida ao jogo em março de 2009, que permite aos jogadores visitarem Caras Galadhon e outros locais, e completar missões dos elfos.